# Oedothorax modestus
Oedothorax modestus – gatunek pająka z rodziny osnuwikowatych.
Gatunek ten opisany został w 1998 roku przez Andrieja Tanasiewicza na podstawie siedmiu samców odłowionych w 1988 roku.
Pająk o ciele długości około 2 mm. Karapaks ma 1 mm długości, 0,75 mm szerokości i jasnobrązową barwę z rozjaśnionym polem za częścią głowową. Odnóża są jasnobrązowe z trichobotriami na wszystkich nadstopiach. Opistosoma ma 1,15 mm długości i 0,75 mm szerokości. Charakterystyczne cechy gatunku obejmują kształt wyniosłości na karapaksie samca oraz budowę jego narządów kopulacyjnych.
Gatunek himalajski, znany tylko z Nepalu, z dystryktu Panchthar. Jedyne znane stanowisko znajduje się lesie mieszanym na wysokości 2300 m n.p.m..